# Marmagne (Saona i Loira)
Marmagne és un municipi francès, situat al departament de Saona i Loira i a la regió de Borgonya - Franc Comtat. L'any 2007 tenia 1.268 habitants.

## Demografia

### Població
El 2007 la població de fet de Marmagne era de 1.268 persones. Hi havia 532 famílies, de les quals 131 eren unipersonals (52 homes vivint sols i 79 dones vivint soles), 202 parelles sense fills, 171 parelles amb fills i 28 famílies monoparentals amb fills.
La població ha evolucionat segons el següent gràfic:
Habitants censats

### Habitatges
El 2007 hi havia 653 habitatges, 535 eren l'habitatge principal de la família, 64 eren segones residències i 54 estaven desocupats. 575 eren cases i 76 eren apartaments. Dels 535 habitatges principals, 407 estaven ocupats pels seus propietaris, 116 estaven llogats i ocupats pels llogaters i 12 estaven cedits a títol gratuït; 7 tenien una cambra, 31 en tenien dues, 95 en tenien tres, 166 en tenien quatre i 236 en tenien cinc o més. 367 habitatges disposaven pel capbaix d'una plaça de pàrquing. A 217 habitatges hi havia un automòbil i a 255 n'hi havia dos o més.

### Piràmide de població
La piràmide de població per edats i sexe el 2009 era:
| Homes | Edats   | Dones |
| ----- | ------- | ----- |
| 0     | 95 o +  | 4     |
| 4     | 90 a 94 | 8     |
| 12    | 85 a 89 | 32    |
| 16    | 80 a 84 | 20    |
| 16    | 75 a 79 | 44    |
| 28    | 70 a 74 | 40    |
| 16    | 65 a 69 | 36    |
| 32    | 60 a 64 | 20    |
| 52    | 55 a 59 | 20    |
| 40    | 50 a 54 | 52    |
| 48    | 45 a 49 | 64    |
| 40    | 40 a 44 | 32    |
| 48    | 35 a 39 | 56    |
| 48    | 30 a 34 | 24    |
| 28    | 25 a 29 | 32    |
| 56    | 20 a 24 | 32    |
| 56    | 15 a 19 | 24    |
| 48    | 10 a 14 | 32    |
| 48    | 5 a 9   | 32    |
| 36    | 0 a 4   | 24    |

## Economia
El 2007 la població en edat de treballar era de 819 persones, 589 eren actives i 230 eren inactives. De les 589 persones actives 533 estaven ocupades (302 homes i 231 dones) i 57 estaven aturades (17 homes i 40 dones). De les 230 persones inactives 83 estaven jubilades, 74 estaven estudiant i 73 estaven classificades com a «altres inactius».

### Ingressos
El 2009 a Marmagne hi havia 554 unitats fiscals que integraven 1.307,5 persones, la mediana anual d'ingressos fiscals per persona era de 17.664 €.

### Activitats econòmiques
Dels 51 establiments que hi havia el 2007, 2 eren d'empreses extractives, 2 d'empreses alimentàries, 1 d'una empresa de fabricació d'elements pel transport, 12 d'empreses de construcció, 13 d'empreses de comerç i reparació d'automòbils, 3 d'empreses de transport, 7 d'empreses d'hostatgeria i restauració, 2 d'empreses d'informació i comunicació, 1 d'una empresa de serveis, 5 d'entitats de l'administració pública i 3 d'empreses classificades com a «altres activitats de serveis».
Dels 18 establiments de servei als particulars que hi havia el 2009, 1 era un taller de reparació d'automòbils i de material agrícola, 1 taller d'inspecció tècnica de vehicles, 3 paletes, 1 guixaire pintor, 1 fusteria, 3 lampisteries, 2 electricistes, 2 perruqueries i 4 restaurants.
Dels 4 establiments comercials que hi havia el 2009, 1 era una botiga de més de 120 m², 1 una botiga de menys de 120 m², 1 una fleca i 1 una joieria.
L'any 2000 a Marmagne hi havia 29 explotacions agrícoles que ocupaven un total de 1.720 hectàrees.

## Equipaments sanitaris i escolars
L'únic equipament sanitari que hi havia el 2009 era una farmàcia.
El 2009 hi havia una escola elemental.

## Poblacions més properes
El següent diagrama mostra les poblacions més properes.